# 吉澤智子
吉澤 智子（よしざわ ともこ、1975年7月1日 - ）は、日本の脚本家。神奈川県相模原市出身。sacca株式会社所属。

## 略歴
明治学院大学社会学部を卒業。その後ケーブルテレビでアナウンサー兼記者を務めたのち、CM制作会社や新聞社を経て2008年に脚本家としてデビューした。

## 脚本作品

### テレビドラマ
- コスプレ幽霊 紅蓮女（2008年、テレビ東京） - 第2・3・6・10話脚本
- 愛讐のロメラ （2008年、フジテレビ） - 全63話中34話分執筆
- Xmasの奇蹟 （2009年、フジテレビ） - メインライター、全41話中35話分執筆
- サスペンススペシャル「懸賞金」 （2010年、テレビ東京） - 企画・脚本
- 下流の宴 （2011年、NHK） - 第6話脚本、第4話～8話脚本協力
- ここが噂のエル・パラシオ （2011年、テレビ東京） - 企画・第3・9話脚本
- こんなのアイドルじゃナイン!? （2012年、日本テレビ）
- 最高の人生の終り方〜エンディングプランナー〜 （2012年、TBS） - 脚本協力
- 黒の女教師 （2012年、TBS） - 第1・2・5・10話脚本
- ゆりちかへ ママからの伝言 （2013年、メ～テレ・テレビ朝日）
- NHK大河ドラマ「八重の桜」 （2013年、NHK） - 脚本、脚本協力
- Dr.DMAT （2014年、TBS）
- ダルマさんが笑った。 （2014年、NHK）
- 金曜ロードSHOW!特別ドラマ企画 ヒガンバナ〜警視庁捜査七課〜 （2014年、日本テレビ）
- ダメな私に恋してください （2016年、TBS）
- あなたのことはそれほど （2017年、TBS）
- きみが心に棲みついた （2018年、TBS）
- 初めて恋をした日に読む話 （2019年、TBS）
- 病室で念仏を唱えないでください（2020年、TBS）
- ファーストラヴ（2020年、NHK BSプレミアム）
- ドリームチーム（2021年、NHK総合）
- 剣樹抄〜光圀公と俺〜（2021年11月5日 - 12月24日、NHK BSプレミアム）
- 持続可能な恋ですか?〜父と娘の結婚行進曲〜（2022年、TBS）[2]
- 幸運なひと（2023年3月6日、NHK BS4K・NHK BSプレミアム）
- くるり〜誰が私と恋をした?〜（2024年、TBS）
- 連続テレビ小説「風、薫る」（2026年、NHK）

### ケータイドラマ
- 携帯電話au Lismoドラマ「言霊の女たち。」 （2010年） - 脚本
- BeeTV 連ドラ「エセ肉食女の恋愛事情」 （2011年） - 企画・第8～10話脚本
- 携帯電話au Lismo連ドラ「続・言霊の女たち。」 （2011年） - 脚本協力
- 携帯電話au Lismo連ドラ「くるみ洋品店」 （2011年） - 企画・脚本

### 映画
- あやしい彼女 （2016年、水田伸生監督作品）